# Epidelaxia
Epidelaxia este un gen de păianjeni din familia Salticidae.
Cladograma conform Catalogue of Life:
| Epidelaxia | \| \| Epidelaxia albocruciata \| \| \| \| \| \| Epidelaxia albostellata \| \| \| \| \| \| Epidelaxia obscura \| \| \| \| |
|            | \| \| Epidelaxia albocruciata \| \| \| \| \| \| Epidelaxia albostellata \| \| \| \| \| \| Epidelaxia obscura \| \| \| \| |
|            | Epidelaxia albocruciata                                                                                                  |
|            | |
|            | Epidelaxia albostellata                                                                                                  |
|            | |
|            | Epidelaxia obscura |
|            | |